# Parcul Național Etosha
Etosha este un parc național situat în nordul Namibiei.

## Climă
| Date climatice pentru Etosha, Kunene, Namibie (1981–2010) | Date climatice pentru Etosha, Kunene, Namibie (1981–2010) | Date climatice pentru Etosha, Kunene, Namibie (1981–2010) | Date climatice pentru Etosha, Kunene, Namibie (1981–2010) | Date climatice pentru Etosha, Kunene, Namibie (1981–2010) | Date climatice pentru Etosha, Kunene, Namibie (1981–2010) | Date climatice pentru Etosha, Kunene, Namibie (1981–2010) | Date climatice pentru Etosha, Kunene, Namibie (1981–2010) | Date climatice pentru Etosha, Kunene, Namibie (1981–2010) | Date climatice pentru Etosha, Kunene, Namibie (1981–2010) | Date climatice pentru Etosha, Kunene, Namibie (1981–2010) | Date climatice pentru Etosha, Kunene, Namibie (1981–2010) | Date climatice pentru Etosha, Kunene, Namibie (1981–2010) | Date climatice pentru Etosha, Kunene, Namibie (1981–2010) |
| Luna                                                      | Ian                                                       | Feb                                                       | Mar                                                       | Apr                                                       | Mai                                                       | Iun                                                       | Iul                                                       | Aug                                                       | Sep                                                       | Oct                                                       | Nov                                                       | Dec                                                       | Anual                                                     |
| --------------------------------------------------------- | --------------------------------------------------------- | --------------------------------------------------------- | --------------------------------------------------------- | --------------------------------------------------------- | --------------------------------------------------------- | --------------------------------------------------------- | --------------------------------------------------------- | --------------------------------------------------------- | --------------------------------------------------------- | --------------------------------------------------------- | --------------------------------------------------------- | --------------------------------------------------------- | --------------------------------------------------------- |
| Maxima medie °C (°F)                                      | 40.9 (105,6)                                              | 40.3 (104,5)                                              | 37.9 (100,2)                                              | 33.7 (92,7)                                               | 29.3 (84,7)                                               | 25.4 (77,7)                                               | 22.6 (72,7)                                               | 25.7 (78,3)                                               | 28.1 (82,6)                                               | 31.4 (88,5)                                               | 34.8 (94,6)                                               | 37.3 (99,1)                                               | 32,2 (90)                                                 |
| Media zilnică °C (°F)                                     | 36.8 (98,2)                                               | 36.4 (97,5)                                               | 32.1 (89,8)                                               | 28.8 (83,8)                                               | 24.4 (75,9)                                               | 16.9 (62,4)                                               | 12.3 (54,1)                                               | 16.8 (62,2)                                               | 20.1 (68,2)                                               | 24.6 (76,3)                                               | 28.7 (83,7)                                               | 32.2 (90)                                                 | 25,8 (78,4)                                               |
| Minima medie °C (°F)                                      | 28.7 (83,7)                                               | 28.5 (83,3)                                               | 24.2 (75,6)                                               | 20.3 (68,5)                                               | 15.8 (60,4)                                               | 10.4 (50,7)                                               | 5.6 (42,1)                                                | 9.9 (49,8)                                                | 14.2 (57,6)                                               | 18.4 (65,1)                                               | 22.4 (72,3)                                               | 25.1 (77,2)                                               | 18,6 (65,5)                                               |
| Minima istorică °C (°F)                                   | 14.9 (58,8)                                               | 14.8 (58,6)                                               | 10.3 (50,5)                                               | 6.6 (43,9)                                                | 3.8 (38,8)                                                | −1.4 (29,5)                                               | −6.6 (20,1)                                               | −2.3 (27,9)                                               | 1.7 (35,1)                                                | 4.6 (40,3)                                                | 7.4 (45,3)                                                | 10.1 (50,2)                                               | −6,6 (20,1)                                               |
| Precipitații mm (inches)                                  | 0 (0)                                                     | 0 (0)                                                     | 0 (0)                                                     | 18.5 (0.728)                                              | 38.2 (1.504)                                              | 45.8 (1.803)                                              | 50.2 (1.976)                                              | 43.5 (1.713)                                              | 37.8 (1.488)                                              | 25.9 (1.02)                                               | 6.9 (0.272)                                               | 0 (0)                                                     | 266,8 (10,504)                                            |
| Umiditate [%]                                             | 12                                                        | 12                                                        | 24                                                        | 34                                                        | 45                                                        | 53                                                        | 67                                                        | 50                                                        | 43                                                        | 38                                                        | 25                                                        | 18                                                        | 35                                                        |
| [ necesită citare ]                                       |                                                           |                                                           |                                                           |                                                           |                                                           |                                                           |                                                           |                                                           |                                                           |                                                           |                                                           |                                                           |                                                           |